# Conseil pour l'avenir du monde
Le Conseil pour l'avenir du monde (« World Future Council ») est une fondation allemande, née d'une idée émise en l'an 2000 par Jakob von Uexkull (fondateur du « Right Livelihood Award ») et  devenue réalité en 2004, grâce à Herbert Girardet. 
Le Conseil est composé de 50 personnalités politiques, économiques, scientifiques et artistiques, qualifiées de « faiseurs de  changement », que le fondateur pense intègres sur le plan éthique, respectées et populaires dans l'opinion publique. Son ambition est de défendre les intérêts des générations futures en les (re)mettant au centre de la politique de décision, afin de « transmettre  aux  générations  futures  une  planète  en bonne santé et des sociétés justes, en favorisant l’identification  et  la  diffusion  de  solutions  efficaces, orientées vers l’avenir ».

## Historique
Le « Conseil pour l'avenir du monde  » a été fondé par Jakob von Uexkull en réaction aux politiques à travers le monde souvent dominées par le court terme et la pensée économique. L'idée de créer un conseil mondial a d'abord été diffusée à la radio allemande[Laquelle ?] en 2000 et reprise par la télévision allemande[Laquelle ?] exprimant son intérêt dans la diffusion des séances du Conseil. 
En octobre 2004, l'organisation est officiellement lancée à Londres grâce à des fonds provenant de donateurs privés d'Allemagne, de Suisse, des États-Unis et du Royaume-Uni. Depuis 2006, son siège social est à Hambourg, où elle est enregistrée comme fondation de bienfaisance. Des filiales sont implantées à Londres, Bruxelles, Delhi et Washington.
Le Conseil, qui joue aussi le rôle d'un Think tank s'est réuni pour la première fois en mai 2007 à Hambourg.
Il travaille en étroite collaboration avec des réseaux internationaux (environ 25 000 parlementaires et 8 000 organisations de la société civile) afin d'identifier et de diffuser des solutions à long terme aux problèmes mondiaux du jour.

### Campagne climat
Le changement climatique est le thème fondamental qui est abordé à l'heure actuelle. La mission du Conseil est de définir clairement la stabilisation du climat comme nécessité fondamentale et la responsabilité humaine pour un monde plus juste, pacifique et durable pour les générations futures. Les activités du Conseil sont axées sur la transformation des systèmes énergétiques mondiaux.
L'objectif de la campagne est de proposer une transition pour des énergies renouvelables propres et sûres d'origine décentralisées pour tous, tout en réduisant la demande mondiale totale d'énergie. D'autres thèmes abordés dans la campagne climat sont : les villes durables, les systèmes alimentaires durables, la conservation de la forêt tropicale et la création d'une Agence internationale de l'énergie renouvelable.
Cette campagne a abouti à la création de l'Agence internationale de l'énergie renouvelable (IRENA) à Bonn, le 26 janvier 2009

## Conseillers
Ces conseillers travaillent comme «la voix des générations futures» et contribuent par leurs expériences à faire des propositions visant à s'assurer de la transmission d'un monde sain et agréable à nos descendants :
- Hafsat Abiola-Costello
- Helmy Abouleish
- Dipal Chandra Barua
- Kehkashan Basu
- Brigitte Boisselier
- Saber Hossain Chowdhury
- Anthony Colman
- Marie-Claire Cordonier-Segger
- Thais Corral
- J. Daniel Dahm
- Angelina Davydova
- María Fernanda Espinosa
- Anda Filip
- Rafia Obaid Ghubash
- Luc Gnacadja
- Maja Göpel
- Neshan Gunasekera
- Randy Hayes
- Hans R. Herren
- Saba Khalid
- Frannie Léautier
- Winona LaDuke
- Rama Mani
- Julia Marton-Lefèvre
- Wanjira Mathai
- Jan McAlpine
- Nkatha Murungi
- Anna R. Oposa
- Auma Obama
- Katiana Orluc
- Andrea Reimer
- C. Otto Scharmer
- Vandana Shiva
- Pedro Tarak
- Victoria Tauli-Corpuz
- Alyn Ware

## Fondateurs et cofondateurs
- Herbert Girardet
- Michael Otto
- Barbara Seiller
- Jakob von Uexkull

## Conseillers honoraires
- Patrus Ananias
- Helen Clark
- Ahmed Djoghlaf
- Jane Goodall
- Gertrude Ibengwé Mongella
- Hiu Ng
- Pauline Tangiora
- Ernst Ulrich von Weizsäcker

## Anciens conseillers
- Ibrahim Abouleish (décédé en 2017)
- Charlotte Aubin-Kalaidjian
- Walter Cronkite (décédé en 2009)
- Hans-Peter Dürr (décédé en 2014)
- Riane Eisler
- Scilla Elworthy
- Olivier Giscard d'Estaing (décédé en 2021)
- Rolf Kreibich
- Wangari Maathai (décédée en 2011)
- James R. Mancham (décédé en 2017)
- Arthur N. R. Robinson (décédé en 2014)
- C.G. Weeramantry (décédé en 2017)